# إريك جونز (لاعب كرة قدم)
إريك جونز (بالإنجليزية: Eric Jones)‏ (23 أكتوبر 1931 في المملكة المتحدة - ) هو لاعب كرة قدم بريطاني في مركز جناح ‏. لعب مع بريستون نورث إيند ونادي دونكاستر روفرز ونادي ساوثبورت ونوتينغهام فورست وLancaster City F.C. ‏ وأكرينجتون ستانلي ‏.